# 天黑了 (電視劇)
《天黑了》（韓語：밤이 되었습니다）為韩國OTT平台U+Mobiletv於2023年12月4日起上線公開的原創韓國劇集，由Eo Contents Group與Studio X+U進行聯合企劃和製作。電影《恐怖故事》、《時間上的家》，以及電視劇《Search》的林大雄執導，和編劇姜敏智共同打造一部以黑手黨遊戲為背景的懸疑驚悚劇。劇情講述唯一高中二年三班的學生們修學旅行期間，在受到詛咒的訓練所裡，突然被迫參加一場不可能逃脫的致命遊戲，展開激烈的欺騙心理戰並為生存而奮鬥的故事。

## 播出

### 網路平台
本劇於12月4日00:00（KST）在U+Mobiletv一併播出前四集，隨後每周一至周四依序推出一集 ; 而韓國Netflix則在12月7日起每周四上線當周已公開的四集內容 ; 12月25日於Wavve全集上線。全球由Rakuten Viki購入版權獨家播出。台灣由friDay影音每周二至周五跟播。日本由Amazon Prime Video（Channel K）播出 ; 香港由myTV SUPER播出 ; 新加坡、印度尼西亞透過Viu播出 ; 馬來西亞、越南、印度尼西亞由K-plus(K+)播出 ; 泰國由MONOMAX播映。
播畢一年後，2024年12月於OTT平台Watcha及2025年2月20日於TVING全集上線。

### 電視頻道
2024年1月14日至2月4日，每周日23:00-01:00（KST）於OCN播出。台灣的韓國娛樂台於2024年1月1日晚間10點首播，當天一次播出前兩集，之後每周一至周五晚間11點各播出一集。日本KNTV於2024年8月25日起每週日晚間8:00-10:00連續播出三集。KNTV雜誌  （页面存档备份，存于）

## 製作
6月19日，Eo Contents Group宣布，將開始企劃OTT電視劇《天黑了》，並與STUDIO X+U聯合製作。計劃通過此劇推出一個可以讓全球Z世代熟悉的新概念項目。
8月4日，正式開機，整部劇50%以上的鏡頭在光州廣域市拍攝，由光州資訊文化產業振興院的「2022OTT平台節目製作項目」贊助，預計將持續到10月。
11月6日，釋出第一張海報，並敲定於12月4日正式開播。之後陸續釋出三支預告以及包括主視覺在內的十四張海報。
11月29日，於首爾龍山CGV舉行VIP試映會，由導演林大雄，演員金宇碩、李在仁、崔藝斌、安智浩、車禹閔、鄭素利悉數出席，並現場公開本劇部分內容。 可視 （页面存档备份，存于） 
12月4日，於線上舉行製作發表會，導演與主演群皆出席。 可視 （页面存档备份，存于） 

### 選角
- 7月17日，Xports新聞報導，正式敲定本劇由李在仁、金宇碩、崔藝斌主演並進行劇本導讀。此次採用一眾青春新星，除了上述因演出電影《娑婆訶》而獲得第55屆百想藝術大獎電影部門女子新人演技獎的李在仁、在歌手身份表現亮眼，並以電視劇《不可殺：永生之靈》於2021亞洲模特盛典獲頒新人賞的金宇碩，以及收視勇破28%的電視劇《Penthouse上流戰爭》中的崔藝斌，另外網羅《殭屍校園》的安智浩、《弱美男英雄Class 1》的車禹閔、電影《救命卡特》中的鄭素利。
- 李在仁飾演具有出色的觀察和推理能力的允書；金宇碩飾演正義、負責任的班長俊熙；崔藝斌飾演徹底的個人主義者正媛；安智浩飾演受到慶俊等人霸凌的多範；車禹閔飾演眾人害怕的對象慶俊；鄭素利飾演容易激怒朋友的副班長素美。[17]

7月19日，FNC娛樂公布旗下新人姜雪加入陣容，飾演崔美娜。7月24日，Red Line娛樂（레드라인엔터테인먼트）宣布旗下新人裴在瑛飾演金鎮河。7月25日，媒體報導演員金昭熙參演本劇，飾演白銀河。7月28日，曾出演《車貞淑醫生》的朴珠媛，由經紀公司51K證實飾演安娜熙一角。8月2日，因在《黑暗榮耀》的表現而受到矚目的新人宋炳根確定出演樂團社長林恩燦。8月17日，曾出演《美麗的世界》的演員徐東賢確定飾演朴宇瀾。10月4日，DAY娛樂（디에이와이엔터테인먼트）公布旗下藝人吳政澤在劇中飾演朴智秀的男友車渝俊。12月4日，都秉勳由經紀公司證實本劇為其出道作，飾演金東賢。

## 劇中黑手黨遊戲角色及規則
1. 參與者的身分暗中分為市民、醫生、警察、黑手黨。
2. 醫生可以阻止對自己事先指定[註 4]的參與者執行處決[註 5]。
3. 警察可以知道自己指定的參與者的身分。
4. 參賽者從早上8點到午夜，透過投票來辨識黑手黨。
5. 午夜，得票最多的人將被處決，他/ 她的身分也會被揭曉。
6. 午夜投票結束後，除了黑手黨之外的所有參與者都入睡。
7. 晚上，當參與者熟睡時，黑手黨必須在早上6點前，親自處決其中一名參與者。
8. 當市民隊伍或黑手黨隊伍殲滅對方隊伍並獲勝時，則遊戲結束。
9. 市民、醫生和警察是同一個團隊。[26]

### 附加規則
1. 遊戲必須在指定的區域內進行。
2. 不可放棄投票，否則視為違反規則。
3. 需要召開黑手黨會議，全員決定處決對象。
4. 必須選出最高得票者，如果出現票數相同，進入第二輪投票，並且只有第一輪沒有投給最高得票者的人能參與，仍然出現票數相同的情況，全體將被處決。
5. 黑手黨不能向市民隊伍揭露其他黑手黨的身分。
6. 黑手黨之間不能互相殺害。

## 演員陣容

### 主要人物
| 演員   | 角色 （#身分）     | 介紹 |
| 李在仁 | 李允書 （#市民）   | 【真相比生存重要--唯一的推理愛好者】 "趕緊想辦法回家吧" "我們需要找出是誰為何開始了這場遊戲" 由於身體虛弱總是獨自一人，鮮少與同學們往來。身為史蒂芬·金和艾勒里·昆恩等懸疑小說的粉絲，具有敏銳的觀察力。儘管與俊熙時常鬥嘴，卻暗戀他很久了。當到達訓練所時，對一切都顯得異常熟悉，包括一個模糊的鬼魂，而後，允書意識到這個鬼魂試圖告訴她一些事情。隨著黑手黨遊戲的進行，她需要拯救很多朋友，但只有一個人能活著出去。為了生存，被迫懷疑並背叛迄今為止與她相處的人。在這種瘋狂的情況下，最終從鬼魂那裡得到了線索。 |
| 金宇碩 | 金俊熙 （#市民）   | 【朋友比個人重要--想拯救所有人的班長】 "我絕對不會讓你死" "我一個人去去就回" 班長，個性開朗、體貼，被稱為校園偶像。他討人喜歡又富有責任感，且正直的態度總是引發和高慶俊團體之間有不少小衝突。與允書是青梅竹馬，對待她就像家人般的照顧，當黑手黨遊戲開始時，只擔心她被懷疑。過程中，俊熙試圖保持表面上的平靜，卻在目睹朋友陸續死亡後，他的世界崩潰了，決心不惜一切代價讓允書活下去。 |
| 崔藝斌 | 吳正媛 （#黑手黨） | 【理性比情感重要--唯一高中全校第一名】 "無論如何我都會救你，你不相信我嗎？" "我會試著在晚上前修復監視器" 優等生，由於個性直率，樹敵多於朋友，是所有人嫉妒的目標，但她選擇無視他們。因允書有共同的興趣和個性，成為她唯一的朋友。為了在這場悲劇中倖存下來，她意識到必須殺死最好的朋友，儘管討厭和同學們在一起，最終還是選擇與其他人聯合起來解開詛咒。 |

### 周邊人物
| 演員   | 角色 （#身分）     | 介紹 |
| 車禹閔 | 高慶俊 （#市民）   | 【地位比遊戲重要--唯一高中的頭號人物】 "我說對的話就是對！" "按照我說的去做" 生來富有且聰明，總有能力提出他的解決之道。但這一次，事情並沒有按照他的控制進行，以為即使在這種瘋狂的情況下，也沒有人敢對他指手畫腳。但每天都有人死去，而自己卻在晚上無助地睡著，心裡只有一個目標：活著出去。 |
| 安智浩 | 陳多範 （#黑手黨） | 【生存比地位重要--每天處於霸凌和恐懼的煎熬中】 "趕快投票吧！否則大家都會死..." "如果我們都死了怎麼辦？" 飽受高慶俊團體的霸凌，在柔弱的外表下隱藏著憤怒。第一個意識到黑手黨遊戲是現實的人，並且比其他人適應得更快，這要歸功於他從被欺負中獲得的敏銳智慧。                                  |
| 鄭素利 | 金素美 （#黑手黨） | 【遊戲比朋友重要--把所有人都逼到困境裡】 "反正只要不是我就行" "喂，你不是黑手黨嗎？" 副班長，喜歡俊熙，積極的程度讓人誤認為他們是情侶。思維敏捷，容易煽動朋友，當比賽沒有照計畫進行時，逐漸露出了自私的真面目。                                                                           |

### 其他學生
| 演員   | 角色 （#身分）     | 介紹 |
| 朴珠嫚 | 安娜熙 （#警察）   | 非常膽怯、心軟，但隨著適應黑手黨遊戲，她的情緒發生了變化並逐漸轉變。                                                                |
| 吳政澤 | 車渝俊 （#醫生）   | 朴智秀的男友，是個會聽從她各種建議的人。雖然個性溫順，但當遊戲開始而陷入極端的境地時，他的情緒卻五花八門。                          |
| 金敏書 | 崔柱元 （#黑手黨） | 遭受高慶俊團體霸凌的學生。 |
| 徐東賢 | 朴宇瀾 （#黑手黨） | 愛好是拍攝影片和照片，總是帶著單眼相機給朋友們拍照。 從出生起就是單身，向女生告白後被甩了很多次，是一個努力給大眾留下深刻印象的人。 |
| 元裕軫 | 姜藝媛 （#黑手黨） | 因同學的死亡而感到焦慮和心理壓力。                                                                                                  |
| 千英敏 | 朴智秀 （#市民）   | 性格有些敏感，即使在沒有人可以信任的情況下，也不會放下懷疑。                                                                        |
| 宋炳根 | 林恩燦 （#市民）   | 樂團社長兼吉他手，儘管個性調皮，對眼前實時發生的殘酷情況，即使感到困惑，也表現出了承擔艱鉅任務的一面。                              |
| 金昭熙 | 白銀河 （#市民）   | 樂團主唱，為了生存而參與死亡遊戲，因捲入同學之死感到沮喪、內疚。                                                                    |
| 朴允浩 | 許律 （#市民）     | 樂團鍵盤手，喜歡藉由惡作劇來嚇唬他人。                                                                                              |
| 洪成杓 | 南延宇 （#市民）   | 樂團中戴眼鏡的鼓手。沒有主見，容易隨著他人的意見或情勢而動搖。                                                                      |
| 姜雪   | 崔美娜 （#市民）   | 舞蹈社成員，沉迷於SNS，對時尚、美麗、外表感興趣的學生。喜歡八卦，是學校裡所有謠言的中心人物。                                       |
| 韓宥恩 | 李珠英 （#市民）   | 舞蹈社成員，與崔美娜互看不順眼。 |
| 洪民基 | 張炫浩 （#市民）   | 體育部選手，時常與金俊熙站在同一陣線，對抗高慶俊。                                                                                  |
| 都秉勳 | 金東賢 （#市民）   | 體育部選手，張炫浩的好友。 |
| 朴相恩 | 申承彬 （#市民）   | 高慶俊團體成員，染了一頭金髮，以欺負多範為樂。                                                                                      |
| 裴在瑛 | 金鎮河 （#市民）   | 高慶俊團體成員，雖然對朋友來說是一個威脅性的人物，但在團體中卻是一個頑皮的人。                                                      |
| 車有賢 | 李相煥 （#市民）   | 對訓練所發生的怪事感到害怕，不理會班長勸阻而衝出範圍之外。                                                                          |
| 金慶民 | 金亨錫 （#市民）   | 欲阻止李相煥離開，不料也跟著越線。                                                                                                  |
| 具荷莉 | 李秀彬 （#市民）   | 被隨機處決。 |
| 金昌浩 | 朴志勳 （#市民）   | 被隨機處決。 |
| 張妍珠 | 吳珍書 （#市民）   | 被隨機處決。 |
| 張雲珍 | 吳慧勝 （#市民）   | 被隨機處決。 |
| 金範中 | 李賢俊 （#市民）   | 被隨機處決。 |
| 宋智友 | 朴貞銀 （#市民）   | 被隨機處決。 |
| 宋河珍 | 金延珠 （#市民）   | 被隨機處決。 |

### 特別出演
| 演員   | 角色 （#身分）     | 介紹                                                                                               |
| Lami   | 朴世恩 （#主持人） | 允書與俊熙的好友，經常受到金素美等人的欺負。而後因被偽造不雅影片瘋傳，不堪輿論壓力，選擇結束生命。 |
| 金姝   |                    | 朴世恩的母親。                                                                                     |
| 金太勳 |                    | 朴世恩的父親。                                                                                     |
| 趙容俊 |                    | 二年三班班導。                                                                                     |

## 分集列表
| 集數 | 首播日期       | 片長   |
| --- | -------------- | ------ |
| 1 | 2023年12月4日  | 37分鐘 |
| 唯一高中的師生們前往霧領訓練所進行修學旅行，然而，只有二年三班的學生抵達了目的地。於是，班導只得暫時離開，去尋找另一個班級。學生們單獨留在沒有網路、電話不通，手機又收不到訊號的訓練所中。此時，手機突然被安裝了神秘的應用程式，並傳來一則訊息，宣布進行黑手黨遊戲並要求所有人投票，開始被迫陷入嚴峻的現實狀況...。 |                |        |
| 2 | 2023年12月4日  | 36分鐘 |
| 這不僅僅是一場遊戲。早上，眾人在一陣鈴聲中從睡夢中醒來。不只得票最多的人死了，學生們驚訝地聽到崔柱元竟然已經被處決，並發佈了要求他們投票選出下一位「黑手黨」的公告。隨後，當大家紛紛欲前往二樓廣播室時，允書和她的朋友們聽到了一聲喊叫...。                                                                         |                |        |
| 3 | 2023年12月4日  | 32分鐘 |
| 一場尋找逃生路線的探險以失敗告終，金東賢過世的消息傳來，待在訓練所的學生們都感到震驚。當俊熙一行人從山裡返回，被問到東賢為什麼會死，素美說，他以為標線不見了，去查看是否有出路時，結果不小心滑倒...。 |                |        |
| 4 | 2023年12月4日  | 36分鐘 |
| 得知如果不投票就會因為違反規則而進行隨機處決，學生們瘋狂地尋找自己的手機。混亂中，娜熙和炫浩為彼此擔心，俊熙則因突如其來的狀況而不知所措。幸運的是，最終找到了娜熙、俊熙、允書等人的手機，但是...。 |                |        |
| 5 | 2023年12月11日 | 29分鐘 |
| 允書從通道掉進未知的空間，並在那裡發現監視器，監視器上顯示出學生們的狀況。當她試圖離開時，自己卻再次身處一個陌生的空間。同時，慶俊和他的朋友們，正拼命想以某種方式證明宇瀾是黑手黨...。 |                |        |
| 6 | 2023年12月12日 | 35分鐘 |
| 又來到了早晨，一陣鈴聲響起，允書從睡夢中醒來。同時，傳來夜間黑手黨執行處決的廣播，所有人都情緒低落。慶俊把允書等人找來，指責宇瀾是黑手黨，正如他所懷疑的那樣。並且表明，反駁他的人從現在開始要服從他，因為他已經證明自己是市民...。                                                                                 |                |        |
| 7 | 2023年12月13日 | 36分鐘 |
| 劇情推移回第一天晚上，大家都強制入睡，只有黑手黨們醒來。討論著等到早上應該會有人來的，便採取不進行遊戲的方案。但手機卻立刻傳來一則警告訊息：必須遵守規則，如果早上六點前沒有處決其中一名參與者，就會隨機處決一名黑手黨成員來取代...。                                                                               |                |        |
| 8 | 2023年12月14日 | 35分鐘 |
| 俊熙和允書聽到車渝俊過世的消息，學生們驚訝地聚在一起，想知道為什麼他會在白天死亡。緊接著，大家發現警察在牆上張貼信息，指出金俊熙與陳多範是黑手黨，引起了軒然大波...。 |                |        |
| 9 | 2023年12月18日 | 34分鐘 |
| 早晨，傳來高慶俊已被處決的公告，學生們開始擔心市民的數量大幅減少，認為這次必須找出黑手黨。多範慫恿他人，允書就是黑手黨，因為她的懷疑使得慶俊與鎮河都死了。同時，允書、俊熙和正媛為了生存，決定先找到遊戲的主持人...。                                                                                               |                |        |
| 10 | 2023年12月19日 | 35分鐘 |
| 當素美的黑手黨身分由警察揭曉後，被指責一直欺騙所有人。她情急的找藉口說別無選擇，是為了生存，俊熙還是冷淡的對她投出了第一票，接著大家紛紛跟進。素美很憤怒並試圖揭露其他黑手黨成員，但是...。 |                |        |
| 11 | 2023年12月20日 | 36分鐘 |
| 受傷的延宇和偷偷去查看攝影機的多範被大家懷疑是黑手黨。延宇懷疑多範並且先投票給他，同時宣稱與多範在一起的美娜也是黑手黨。而另一方，允書開始懷疑正媛是如何得知娜熙的藏身之處...。 |                |        |
| 12 | 2023年12月21日 | 43分鐘 |
| 多範試圖殺死正媛，但由於黑手黨無法互相殘殺的規則，正媛倖存。隔天早上，俊熙和允書醒來，聽到恩燦與美娜被黑手黨處決的消息，允書質問正媛為什麼不殺她...。 |                |        |

## 迴響
本劇在海外引起熱烈反響，開播前就已確定透過日本、東南亞等亞洲地區OTT平台，以及覆蓋美洲、歐洲的Rakuten Viki，全球共計200個國家播出。
根據STUDIO X+U統計，本劇於12月4日上線即登上U+Mobiletv排行榜榜首，並且自首播以來在總觀看量中排名第一。於日本Amazon Prime Video內最大的外國（韓國）頻道Channel K上吸引了有史以來最多的訂閱者。
據OTT平台排名統計網站FlixPatrol顯示，《天黑了》12月7日於韓國Netflix甫上線，截至12月9日僅一天後就登上TV節目類排名第三位 ， 週榜（12月4日-12月10日）第四位 ; 最後四集播出後，於12月22日爬升至TV節目類排名第二位，創下自身最高收視。12月11日Kinolights綜合內容排名第二位 ; WATCHA PEDIA綜合內容排行榜第一位。同時，Naver Open Talk在開放後一週內就獲得超過14萬的參與量，證明其受歡迎的程度。
12月29日，文化新聞報導，本劇即使已經終映，12月25日於Kinolights發佈的Wavve排行榜中仍取得第一位，截至29日，持續保持榜首。由於劇集的成功，STUDIO X+U計畫推出網路小說，將在韓國、日本的平台連載。
2025年7月30日，網路小說於日本各大電子書店連載，首發前三卷，之後每週三發售一卷。

### 韓國話題性排行
電視劇/OTT原創劇集分類
| 日期      | 佔有率 | 排名 |
| --------- | ------ | ---- |
| 12月第1週 | 3.74%  | 9    |
| 12月第2週 | 5.06%  | 8    |
| 12月第3週 | 5.60%  | 7    |

## 獎項
| 年份   | 頒獎典禮          | 獎項                    | 入圍者 | 結果 | 參     |
| 2024年 | 第3屆青龍系列大獎 | 電視劇部門 新人男演員獎 | 金宇碩 | 提名 | [ 36 ] |

## 衍生作品
2024年2月7日，STUDIO X+U宣布出版同名網路小說，將電視劇IP一源多用。由스튜디오사월（STUDIO 4 WALL）寫作，2024年2月4日起在Kakao的數位漫畫與小說平台KakaoPage先發表前50集，之後每周一至周五各連載一集至6月21日，全150集。內容包含了電視劇沒有的主要人物的詳細背景和情感。各個社團成員的性格、從允書的角度對俊熙的描述、多範的處境、素美的單戀和嫉妒以及遊戲中的激烈鬥爭，都將透過小說完整呈現
網路小說 （页面存档备份，存于）。

## 外部連結
- 官方网站
- TVING官方網站 （页面存档备份，存于）
- Viki官方網站
- 《天黑了》網路小說
- Daum上《天黑了》的資料
- 互联网电影数据库（IMDb）上《天黑了》的资料（英文）

| 臺灣 韓國娛樂台 星期一至五 23:00 - 24:00 | 臺灣 韓國娛樂台 星期一至五 23:00 - 24:00           | 臺灣 韓國娛樂台 星期一至五 23:00 - 24:00 |
| ---------------------------------------- | -------------------------------------------------- | ---------------------------------------- |
|                                          | 天黑了 （2024年01月01日—2024年01月15日）           |                                          |
| —                                        | 清潭國際高等學校 （2024年01月16日—2024年01月29日） |                                          |